# Голуби (рід)

Герб роду Голуби(Кроква)

Голуби — стародавній український (руський) шляхетський рід, який згадується з XVI ст.
На період п.п. XVII ст. Голубів фіксують у Володимирських, Луцьких, Чернігівських, Річицьких, Новогрудських та Вітебських землях, що свідчить про велике розгалуження роду, проте найпотужніша гілка опиняється саме в Київському воєводстві. Складно чітко виокремити терен, з якого вийшли Голуби, ймовірніше за все — це території Волині чи Чорної Русі. За своїм походженням рід Голубів належить до чисельних нащадків Рюриковичів, що перестали користуватись князівською титулатурою через соціально-економічну невідповідність (рід збіднів), проте зберегли на загально-родовому гербі князівську корону. Гербова ідентифікація Голубів виводить останніх із чернігівської династії.

## Опис герба
«На червоному полі — основна фігура герба, виконана в білому кольорі — на фігуру, яка схожа на „дубль В“, зверху накладено гак (стріла) з одним краєм. Над щитом шолом, прикрашений княжої короною, на клейноди шолома та ж основна фігура.
Складається з обгорнутих вершиною донизу двох з'єднаних між собою крокв, що вживаються при будівництві будинків, з стоячою на них військовим знаком. Поле кольору блакитного, а крокви — срібного.»

## Представники

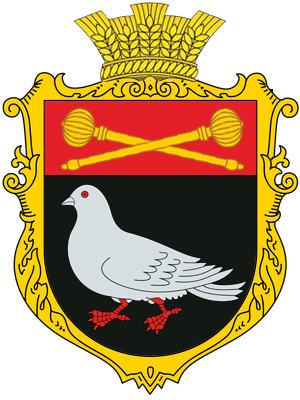
Іван Голуб на гербі села Грузьке

- Оліфер Голуб (1540 та 1550 роками, Стеблів — 1628) — український політичний і військовий діяч, гетьман реєстрових (1622—1623) та нереєстрових козаків-випищиків.
- Голуб Юрій — шляхтич гербу Сирокомля, полковник канівський (1644—1646). Одружений з Маґдаленою Бутович. Власник Брусилова.
- Іван Голуб — тесть гетьмана лівобережжя Івана Самойловича, згодом отримав від зятя землі під містом Кролевець.
- Гаврило Голуб — регементар козацький.[1]
- Самійло Голуб з Морозовичів — командувач загону татарської кінноти (бл. 200 вершників) князя Самуеля Кароля Корецького під час походу приватного війська останнього на степове Побужжя проти татар у серпні-жовтні 1644 року, учасник коронного посольства до війська Запорізького в березні 1656.[2]